# Padre Komitas
Padre Komitas (nato Soghomon Gevorki Soghomonyan) (in armeno Սողոմոն Գևորքի Սողոմոնյան; Kütahya, 26 settembre 1869  – cal. greg. 8 ottobre 1869 – – Parigi, 22 ottobre 1935) è stato un religioso, compositore, musicista e musicologo armeno.
È considerato il padre della moderna musica armena.

## Biografia
Soghomon Gevorki Soghomonyan nacque in una famiglia di musicisti (8 ottobre secondo il calendario Gregoriano) la madre morì quando lui aveva un anno e il padre dieci anni dopo. Fu allevato dalla nonna finché nel 1881 fu ammesso al seminario di Echmiadzin, dove negli anni impressionò con il suo talento i suoi insegnanti, tra i quali Makar Ekmalyan, e dove si diplomò nel 1893. Nello stesso anno divenne un monaco e gli fu dato il nome di Komitas, appartenuto ad un Catholicos e musicista armeno del settimo secolo. Due anni dopo divenne prete e ottenne il titolo "padre" (Vardapet o Vartabed).
Fondò e condusse il coro del monastero dove risiedeva fino al 1896, quando si recò a Berlino per studiare presso la Friedrich-Wilhelm-Universität (oggi nota come Humboldt-Universität). Nel 1899 acquisì il titolo di dottore in musicologia e tornò a Echmiadzin, dove condusse il coro polifonico maschile. Viaggiò per tutta la regione, registrando canzoni e danze folcloristiche; in questo modo collezionò e pubblicò circa tremila canzoni, spesso riadattate per il suo coro.
Il suo capolavoro fu una Divina liturgia (Badarak), ancora oggi una delle musiche più utilizzate durante la messa della Chiesa apostolica armena. L'opera fu iniziata nel 1892, ma Komitas non la finì mai completamente a causa dello scoppio della prima guerra mondiale. La base della composizione è formata dai canti dei preti più anziani mescolati con la musica popolare proveniente dalla sua raccolta. Oggi la versione più nota è quella per coro maschile a tre voci. Il testo non è originale, ma deriva dal testo tradizionale delle messe della chiesa armena. Diede molte lezioni in varie università dell'Europa, della Turchia e dell'Egitto, diffondendo la conoscenza della musica armena.
Dal 1910 visse ad Istanbul, dove fondò un coro di trecento membri. Il 24 aprile 1915, il giorno dell'inizio del genocidio armeno, fu arrestato e deportato, con altri 180 notabili armeni, a Çankırı, nell'Anatolia centrale. Grazie all'aiuto del poeta turco Emin Yurdakul Mehmed, dell'autrice Halide Edip Hanım e dell'ambasciatore degli Stati Uniti d'America Henry Morgenthau senior, Komitas fu rimandato nella capitale insieme ad altri otto deportati.
La visione dei massacri del 1915 che avevano costituito il genocidio armeno e la distruzione di gran parte del suo lavoro decennale di raccolta della tradizione musicale armena e di successiva ricomposizione, lo condussero ad una irreversibile chiusura in se stesso e a gravi problemi psichiatrici, ed è considerato uno dei martiri del genocidio. Nell'autunno del 1916 fu ricoverato in un ospedale militare turco e nel 1919 in una clinica psichiatrica parigina, dove morì nel 1935. Le sue ceneri furono trasferite a Erevan e sepolte nel Pantheon.